# 阿齊茲·納西爾扎德
阿齊茲·納西爾扎德，（羅馬化：Aziz Nasirzadeh；1965年—），是伊朗軍事人物，軍銜准將，自2024年8月起擔任伊朗國防和武裝部隊後勤部部長。

## 事蹟
納西爾扎德於2021年9月至2024年期間擔任伊朗伊斯蘭共和國軍隊副參謀長。2018年8月至2021年9月擔任伊朗空軍司令。他曾參與兩伊戰爭，也是一名經過認證的F-14飛行員。
2024年8月，納西爾扎德獲伊朗總統馬蘇德·佩澤希齊揚提名為伊朗國防和武裝部隊後勤部部長。